# Rașkova Sloboda, Ripkî
Rașkova Sloboda (în ucraineană Рашкова Слобода) este un sat în comuna Petruși din raionul Ripkî, regiunea Cernihiv, Ucraina.

## Demografie
Componența lingvistică a localității Rașkova Sloboda
     Ucraineană (100%)
Conform recensământului din 2001, toată populația localității Rașkova Sloboda era vorbitoare de ucraineană (100%).